# Рорунг
Рорунг (дари ررونگ) — кишлак на северо-востоке Афганистана, в вилаяте (провинции) Бадахшан. Входит в состав района Вахан.

## Географическое положение
Рорунг расположен на северо-востоке Бадахшана, в высокогорной местности, на правом берегу реки Вахандарьи, на расстоянии приблизительно 219 километров к востоку от города Файзабада, административного центра вилаята. Абсолютная высота — 3275 метров над уровнем моря. Ближайшие населённые пункты — кишлак  Рабат (выше по течению Вахандарьи), кишлак Язмач (ниже по течению Вахандарьи).

## Население
На 2003 год население составляло 280 человек. В национальном составе преобладают ваханцы.